# Magdalena Pszczółkowska
Magdalena Anna Pszczółkowska – polska urzędniczka i dyplomatka; od 2021 Konsul Generalna w Toronto.

## Życiorys
Magdalena Pszczółkowska ukończyła studia w zakresie nauk politycznych z podwójnym dyplomem Uniwersytetu Śląskiego w Katowicach oraz Institut d’Etudes Politiques Uniwersytetu w Bordeaux we Francji. W 2005 została absolwentką XIII promocji Krajowej Szkoły Administracji Publicznej w Warszawie. Następnie do 2007 zatrudniona w Ministerstwie Finansów, kiedy to przeszła do Ministerstwa Spraw Zagranicznych. Pracowała jako wicekonsul w Ambasadzie w Paryżu (2009–2014), naczelniczka wydziału w Biurze Dyrektora Generalnego MSZ (2014–2016), zastępczyni dyrektora Departamentu Współpracy z Polonią i Polakami za Granicą MSZ (2016–2017) oraz zastępczyni dyrektora Instytutu Polskiego w Brukseli (2017–2021). 1 października 2021 została Konsul Generalną w Toronto. Misję zakończyła latem 2024.
Jest mężatką, matka dwóch córek.

## Odznaczenia
- Srebrny Medal Reipublicae Memoriae Meritum (2023)[5]